# Acmeodon secans
Acmeodon secans és una espècie extinta de mamífer que visqué a Nord-amèrica durant el Paleocè, fa entre 56,2 i 63,8 milions d'anys. Se n'han trobat restes fòssils a Nou Mèxic i Wyoming (Estats Units). Es tracta de l'única espècie reconeguda actualment del gènere Acmeodon. En general, tenia les dents molars com les dels leptíctids, però l'ombra del dubte plana sobre les seves afinitats taxonòmiques. Segons la font, és classificat com un cimolèstid, un leptíctid o una possible fera. El nom genèric Acmeodon significa ‘dent de punta’, mentre que el nom específic secans significa ‘tallent’ en llatí.